# 駐海地外交機構列表

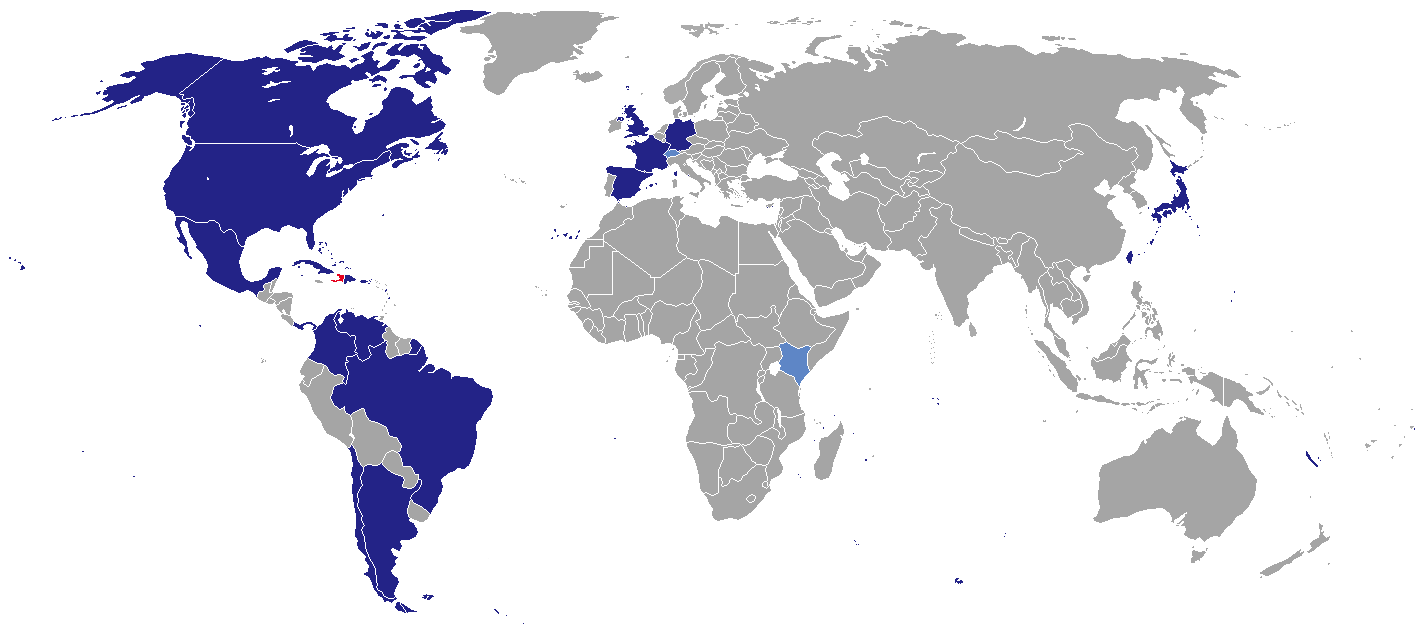
在海地常設外交機構的國家一覽
海地
在海地常設外交機構的國家
在海地常設實質駐外機構之國家

駐海地外交機構列表列出了各國駐在海地的外交代表機構，包含大使館、領事館及代表處等。目前，該國首都太子港共駐有19個大使館。

## 常駐太子港的大使館
- 阿根廷
- 巴哈马
- 巴西 [1]
- 加拿大 [2]
- 智利
- 中華民國（臺灣）（大使館）[3]
- 古巴
- 法國 [4]
- 德国
- 聖座
- 日本
- 墨西哥
- 巴拿马
- 西班牙
- 瑞士
- 英国 [5]
- 美国 [6]
- 委內瑞拉

## 常駐太子港的其他外交機構
- 中华人民共和国（貿易發展辦事處）[7]
- 欧盟（代表團）

## 領事館及總領事館
- 駐昂萨皮特尔（英语：Anse-à-Pitres）
  -  （總領事館）
- 駐瓦纳曼特（英语：Ouanaminthe）
  -  （總領事館）
- 駐贝拉代尔
  -  （領事館）

## 非常駐
- （华盛顿哥伦比亚特区）
- （华盛顿哥伦比亚特区）
- 哥伦比亚（聖多明哥）
- 芬兰（墨西哥城）
- 希腊（卡拉卡斯）
- （聖多明哥）
- 印度（哈瓦那）
- 印度尼西亞（哈瓦那）
- 冰島（纽约市）
- 爱尔兰（纽约市）
- 以色列（聖多明哥) [8]
- （哈瓦那）
- 馬爾地夫（纽约市）
- 马来西亚（哈瓦那）
- 尼加拉瓜（聖多明哥）
- 荷蘭（聖多明哥）
- 巴拉圭（哈瓦那）
- 菲律賓（华盛顿哥伦比亚特区）
- 葡萄牙（哈瓦那）
- 波蘭（波哥大）
- 俄羅斯（卡拉卡斯）
- 沙烏地阿拉伯（哈瓦那）
- 塞爾維亞（哈瓦那）
- 新加坡（纽约市）
- （聖多明哥）
- 泰國（渥太华）
- 土耳其（聖多明哥）
- （纽约市）
- 多哥（华盛顿哥伦比亚特区）
- 阿联酋（哈瓦那）
- 越南（哈瓦那）
- 辛巴威（华盛顿哥伦比亚特区）